# Vlachova Lhota
Vlachova Lhota település Csehországban, a Zlíni járásban. Vlachova Lhota Drnovice, Vlachovice, Křekov, Vysoké Pole és Valašské Klobouky településekkel határos. Lakosainak száma 214 fő (2024. január 1.).

## Népesség
A település lakosságának változását az alábbi diagram mutatja:
| Lakosok száma | 287  | 323  | 346  | 355  | 310  | 225  | 231  | 228  | 200  | 214  |
|               | 1869 | 1900 | 1921 | 1961 | 1980 | 2011 | 2016 | 2019 | 2021 | 2024 |